# PAC (プロレスラー)
PAC（パック、1986年8月22日 - ）は、イングランドの男性プロレスラー。タインアンドウィア州ニューカッスル・アポン・タイン出身。AEW所属。
WWEでの旧リングネームにネヴィル（Nevil）がある。本名はベンジャミン・サッタリー（Benjamin Satterly）。

## 来歴

### デビュー
幼い頃からWWEに憧れていた。また、日本人レスラーでは獣神サンダー・ライガーや初代タイガーマスクに影響を受けた。
学生時代はサッカーやアイスホッケーなどに勤しんでいた。
2004年にIWFでプロレスデビュー。以後、イギリスやアメリカの様々な独立系団体に出場した。
アメリカではPWGにおけるエル・ジェネリコとのシングルマッチで注目を集め、同団体ではロドリック・ストロングをパートナーにタッグ王座を獲得した。

### DRAGON GATE
2007年に日本のDRAGON GATEのWrestle JAMにPACのリングネームで参戦した。その動きから一部専門誌で超・鳥人と称され、それ以降Typhoonのメンバーとして定期的に来日。
2008年12月にTyphoonが解散し、その後はWORLD-1のメンバーとして参戦していた。
2010年8月29日、1day王座決定トーナメントで優勝し、第20代オープン・ザ・ブレイブゲート王座のチャンピオンとなった。
2011年1月28日～30日に行われたオープン・ザ・ユナイテッドゲート初代王者決定戦で吉野正人とタッグを組んで初代王者となった。
2月10日にPAC引き抜きを狙ったBlood WARRIORSとWORLD-1で「PAC・コントラ・PAC」マッチが行われ、Blood WARRIORSが勝利したが、移籍を拒否。ブレイブゲート王座にBlood WARRIORSのリコシェを挑戦させることで、WORLD-1残留となった（3月1日のリコシェ戦は王座防衛）。
4月14日の後楽園ホール大会でのオープン・ザ・トライアングルゲートに挑戦したが、敗れた。
6月19日、オープン・ザ・ツインゲート統一タッグ王座にドラゴン・キッドと組んで挑戦し、斎藤了、堀口元気組を破り、王座を奪取した。
10月22日、イギリスのロイヤル・アルバート・ホールでドラゴン・キッドを破り、11回目のブレイブゲート王座防衛に成功した。11月19日、大阪府立体育会館第2競技場で行われたタイトルマッチでリコシェに敗れた。
2012年に新日本プロレスのBEST OF THE SUPER Jr.に初出場し、ベスト4の成績を残した。7月22日の神戸ワールド記念ホール大会がDRAGON GATEでの最後の出場試合となった。

### WWE

#### NXT
2012年9月27日、DRAGON GATE公式サイトにてWWEと契約した事が発表された。10月にダークマッチでベン・サシリー（Ben Sacilly）のリングネームで登場。11月よりNXTのロスター入りしたのをきっかけにエイドリアン・ネヴィル（Adrian Neville）へリングネームを変更。12月13日のハウスショーでオリバー・グレイとタッグを組んでアクセル・キーガン & ダンテ・ダッシュ組と対戦したことがきっかけでグレイとブリティッシュ・アンビション（British Ambition）を結成。

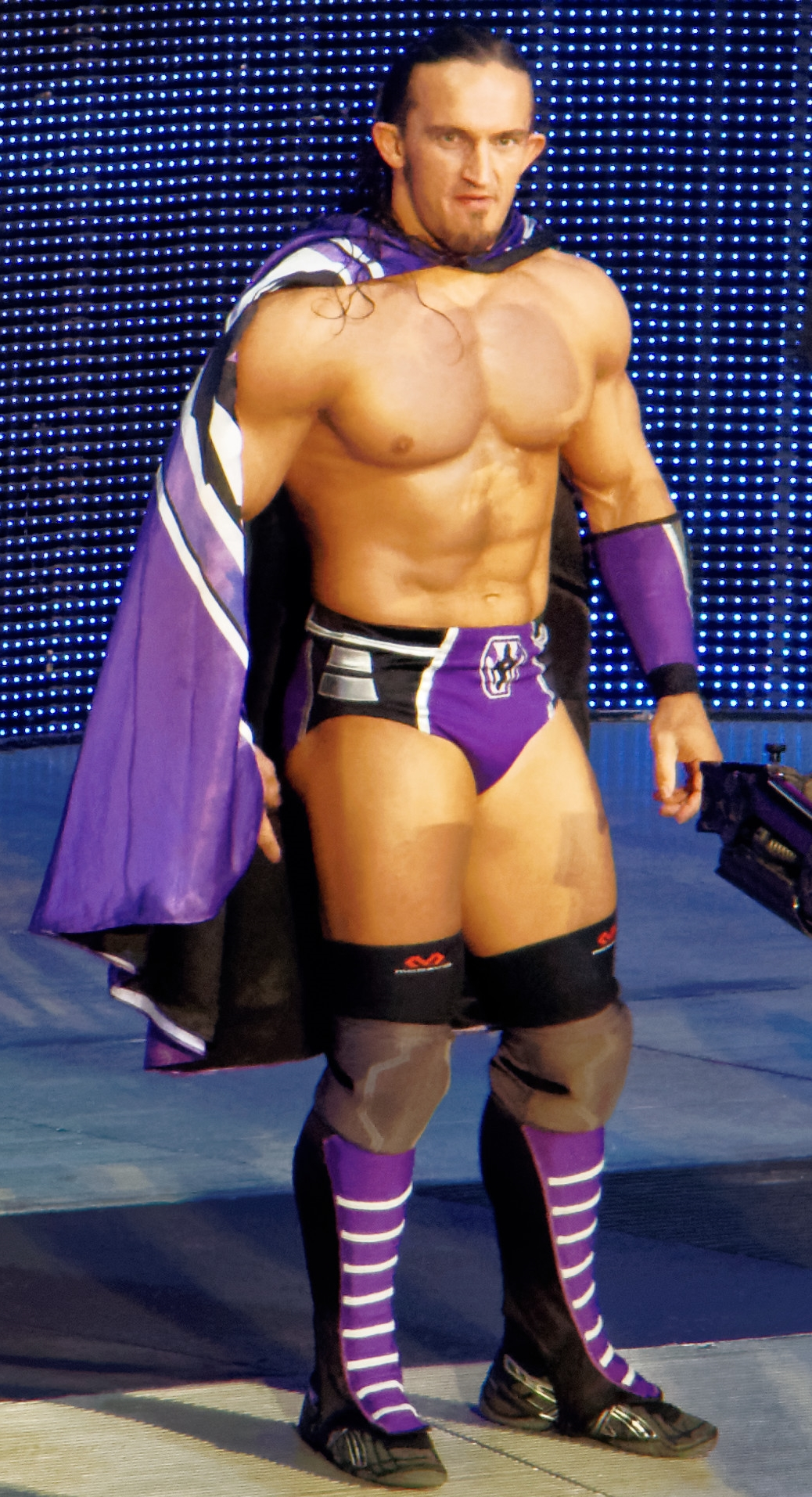
2015年

2013年1月より創設されたNXTタッグチーム王座を争うトーナメントに出場し、一回戦の3MB、準決勝のカシアス・オーノ & レオ・クルーガー、そして決勝でワイアット・ファミリーを破り初代王者となる。しかし、直後にグレイが負傷欠場。防衛戦ができない状況になったためにGMのダスティ・ローデスが代役を参加させてワイアット・ファミリーとの防衛戦を行うよう命じた。結果、共に抗争していたボー・ダラスを相棒に選び、王座戦に臨んだが敗戦した。王座陥落後、引き続きワイアット・ファミリーと抗争し、コリー・グレイブスとカシアス・オーノと結託。タッグマッチや6人制タッグマッチで抗争を続け、6月20日にグレイブスとタッグを組んでワイアット・ファミリーと王座戦を行い勝利。ベルトを奪取した。
ジ・アセンションからベルトを奪取されるとグレイブスと仲間割れを起こしてタッグを決裂して抗争を展開。11月13日の3本勝負による決着戦を行い勝利した。12月よりNXT王者であるボー・ダラスとベルトを巡って抗争を開始。カウントアウト勝ちやランバージャックの妨害と、度々王座を獲得できない状態が続いた。
2014年2月27日、WWE Network開局記念にNXT初の特番であるarRIVALにてラダーマッチによる王座戦を行い、ボーから勝利してベルトを奪取した。以降、NXT王者として再戦権を行使したダラス、ブローダス・クレイなどから王座を防衛。そして5月27日には特番であるTakeoverではタイソン・キッドと死闘の末に王座を防衛した。6月27日にはロブ・ヴァン・ダムを倒した。
12月11日、Takeover R Evolutionではサミ・ゼインとの抗争に敗れ王座を奪取される。

#### WWE
2015年3月30日、WWEにリングネームをネヴィル （Neville）へ変更して昇格。RAWにてカーティス・アクセルと対戦し、レッド・アローを決めて勝利を飾った。
2017年1月29日、Royal Rumble 2017にてWWEクルーザー級王座を保持するリッチ・スワンに挑戦。最後にコーナーポスト上からスーパープレックスを決めるとリングス・オブ・サターンで極めギブアップを奪い勝利。ベルトを奪取した。8月20日、SummerSlam 2017 KickoffにてWWEクルーザー級王座を保持する戸澤陽に挑戦。終盤に戸澤のコーナーポスト上からのダイビング・セントーンを避けるとレッド・アローを決めて勝利。ベルトを奪取した。専門誌には「キックオフマッチとは思えないほどの盛り上がり」とその試合ぶりを評された。9月、自身の起用についてWWEと対立し退団申請をし、2018年8月退団となった。

### DRAGON GATEに再び参戦-AEWに入団
WWE退団後EitaからR・E・Dの第3弾のXとして呼びこまれ10月2日のドラゴンゲートメインイベントに出場。退団前の鷹木信悟からピンフォール勝ちしている。リングネームも以前のPACに戻る。2018年12月4日の後楽園大会で吉野正人を破り、オープン・ザ・ドリームゲート王座を奪取した。

## 得意技

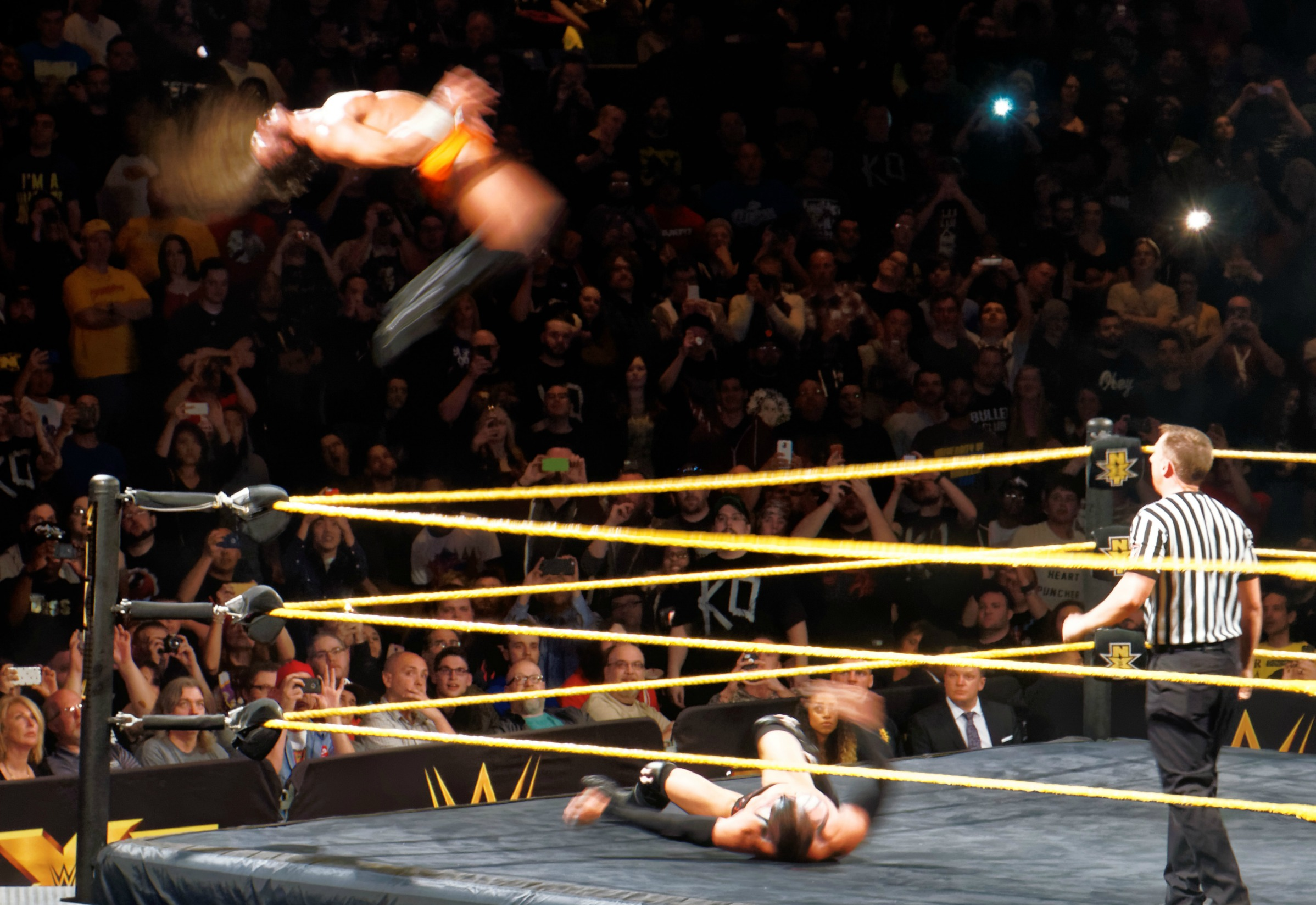
レッドアロー

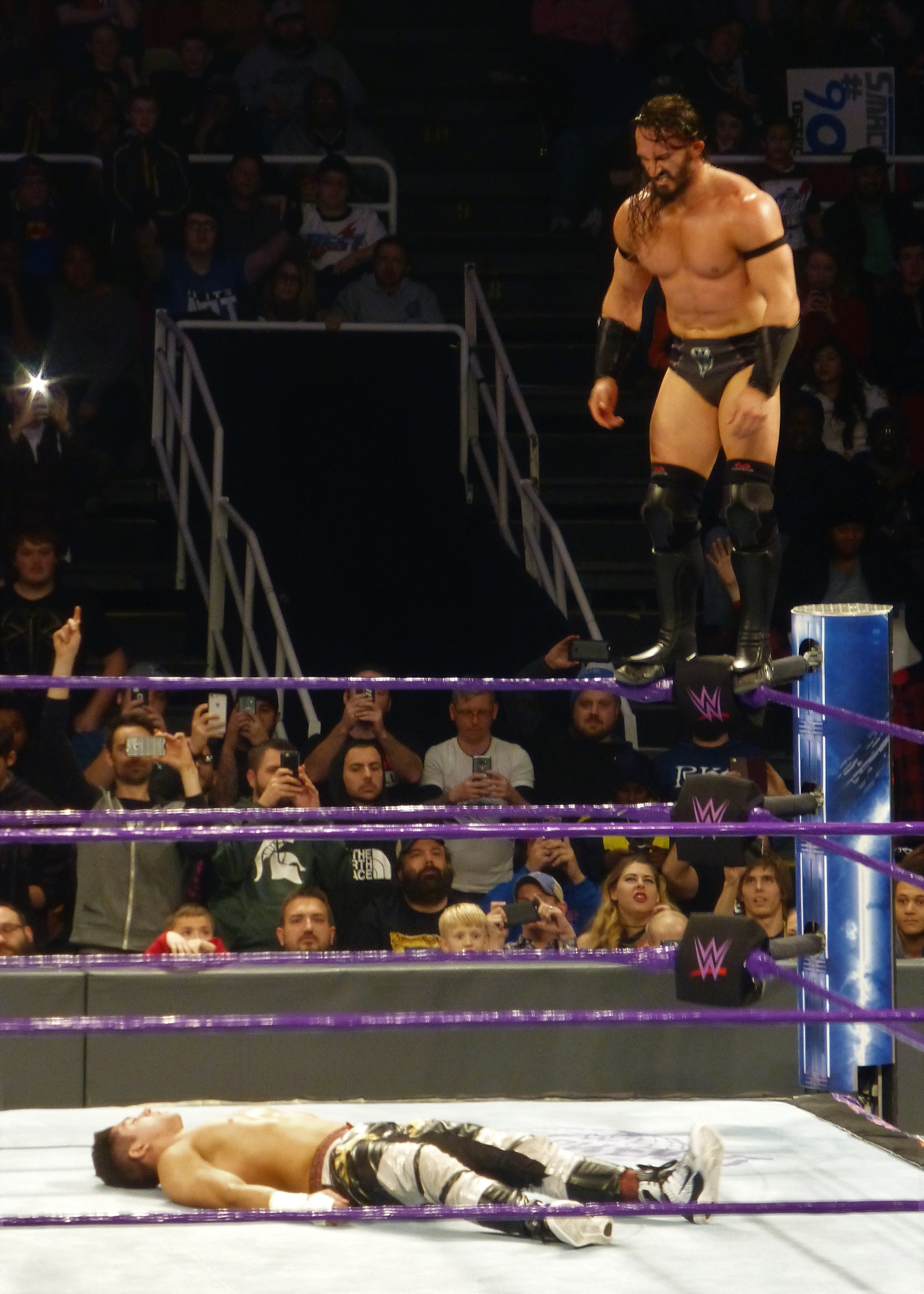
レッドアロー

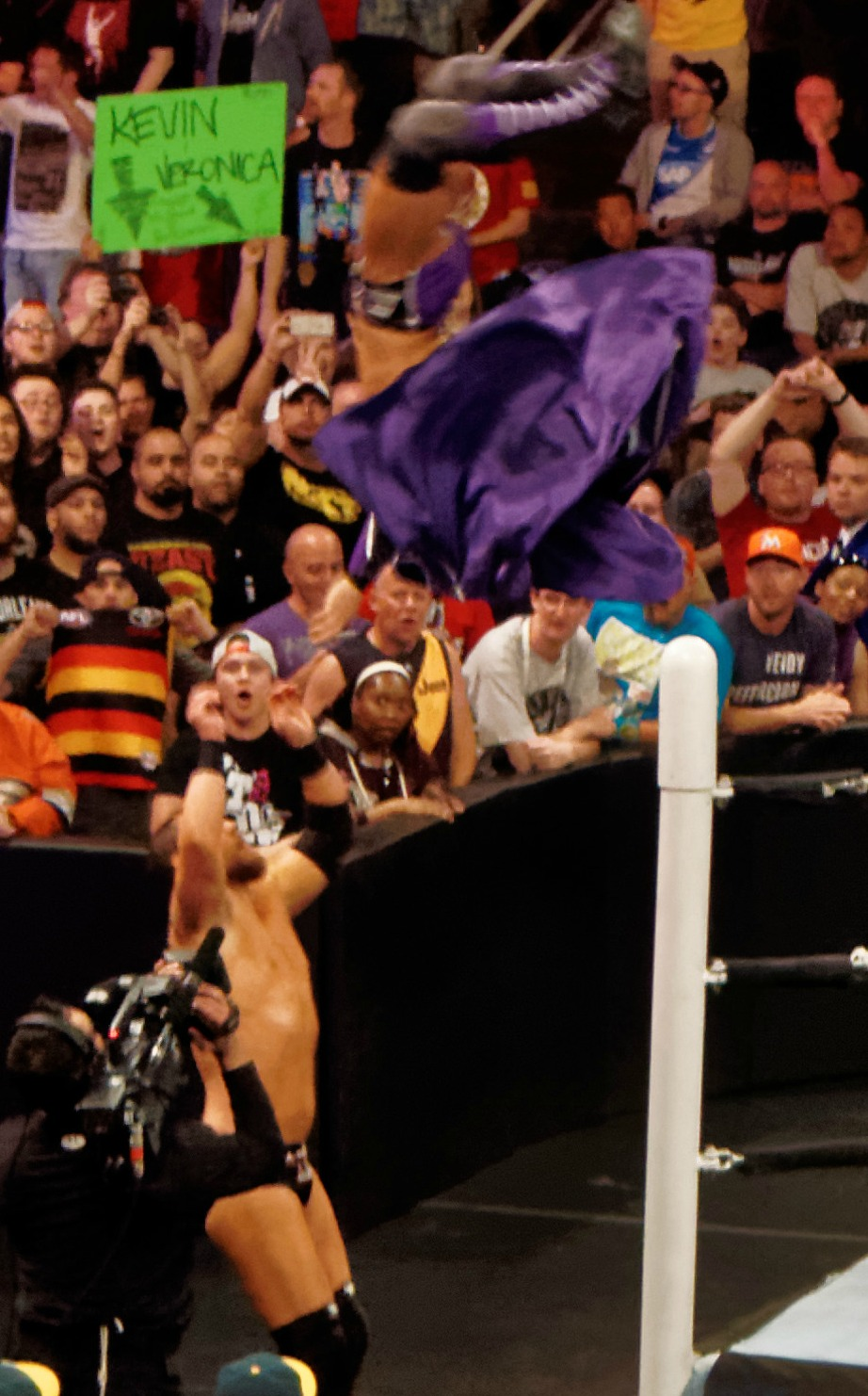
アサイ・ムーンサルト

### フィニッシュ・ホールド
ブルー・タライザー
以前は、リングス・オブ・サターンで使用、AEW移籍頃からブルータライザーの技名で使用。
クリップラー・クロスフェイスとアームバーを合体化した変型関複合技。ペリー・サターンの得意技として知られる。
うつ伏せ状態の相手の左腕を自らの両脚で挟み込み、そこから右腕を脇下に挟んだ状態で両手で首元を締め上げるアームバーとクロスフェイスの複合技。元祖はペリー・サターン。ナガタロックIIIと同型。
ブラックアロー
旧名レッド・アロー
コークスクリュー・シューティング・スター・プレス。
PAC時代はブリティッシュ・エアウェイズ。DRAGON GATEでは360°シューティング・スター・プレス。R・E・D加入後はブラックアローと表記されている。
雪崩式ツームストーム・パイルドライバー
この技からブラックアローに繋げることもある。
スプリングショット・カッター
エプロンサイドからトップロープを掴み、その反動を利用しロープを飛び越しながら、リング内に立つ相手の首を抱えてそのままダイヤモンドカッターで叩きつける技。

### 打撃技
エルボー
エルボー・スタンプ
バックエルボー
バックハンド・チョップ
チョップ・スマッシュ
ナックル・パンチ
クローズライン
ドロップキック
シングルレッグ・ドロップキック
スピニング・ソール・キックで怯ませたところにランニング式で放つ。
スーパーキック
ダイビング・フロント・ドロップキック
エプロンからスプリングボード式で使用することもある。
ステップ・アップ・エンズイギリ
各種蹴り技
ローキック、ミドルキック、ハイキック、ローリング・ソバット

### 投げ技
シットアウト・パワーボム
ジャーマン・スープレックス・ホールド
スープレックス
スーパープレックス
2016年のヒールターン後、一時期使用していたフィニッシャー。

### 組み技
ハリケーン・ラナ
ダイビング・サマーソルト・ハリケーン・ラナ
リバース・フランケンシュタイナー

### 飛び技
スーサイドダイブ
シューティング・スター・プレス
通常のシューティング・スター・プレスに加え、レッグドロップやセントーンを組み合わせたもの等を使用。その場飛び式に放つこともある。
630°セントーン
通常の630°セントーンに加え、コークスクリュー式も使用する。
フェニックス・スプラッシュ
ミドルロープから放つ。
フレーミング・スター・プレス
リングに背を向けた状態から後方に飛びつつ、前転するリバース450°スプラッシュ。
450°スプラッシュ
ファイヤーバード・スプラッシュと呼称する場合がある。
ムーンサルトプレス
通常のムーンサルトに加え、その場飛び式やコークスクリュー式のものを使用する。
トップロープ・アサイ・ムーンサルト

## 入場曲
- Evolution ～Entering The New World～ PAC Remix - Fear, and Loathing in Las Vegas
- Faceless
- Flash Burn
- Break Orbit

## タイトル歴
AEW

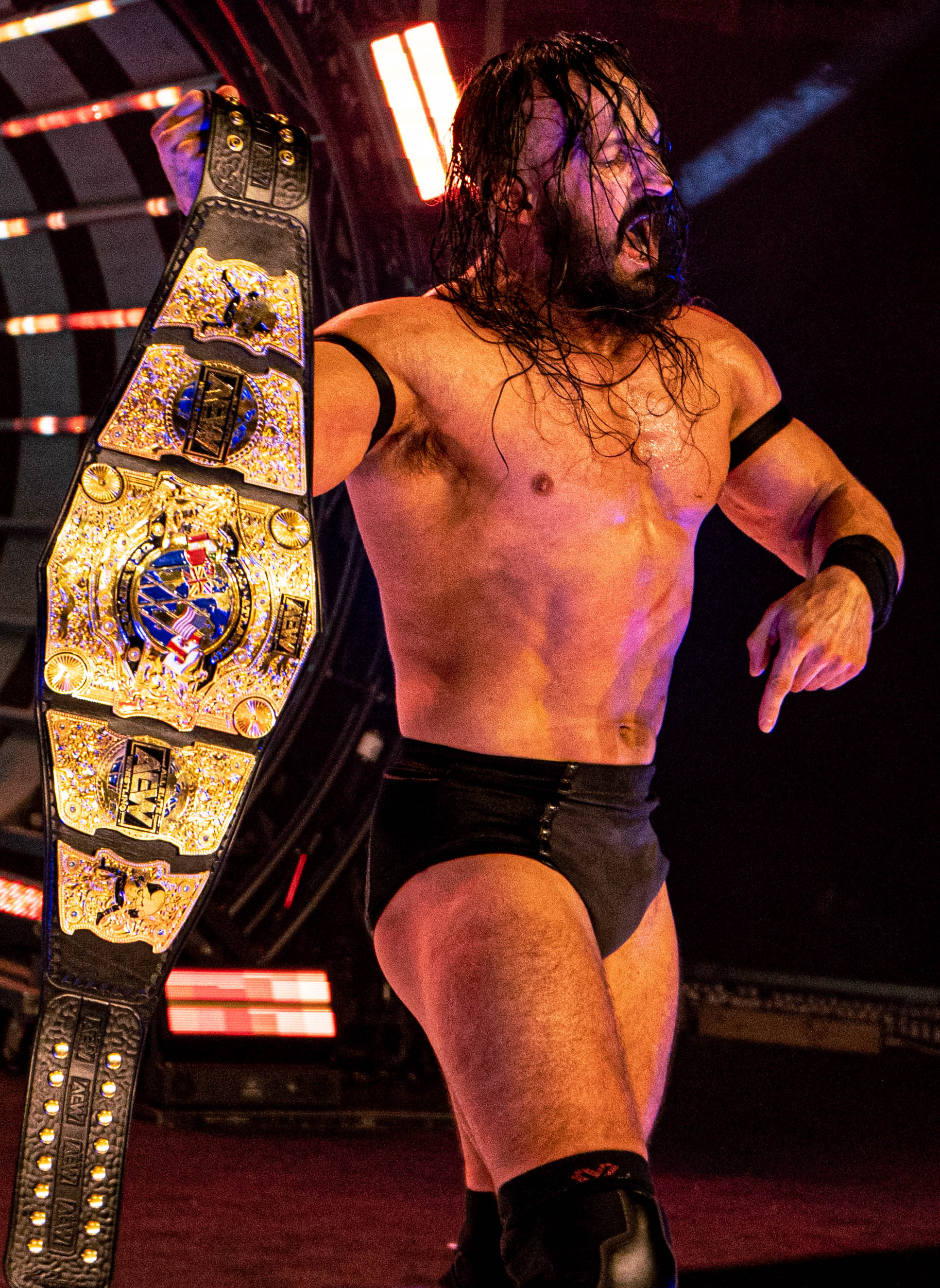
AEWオールアトランティック王座

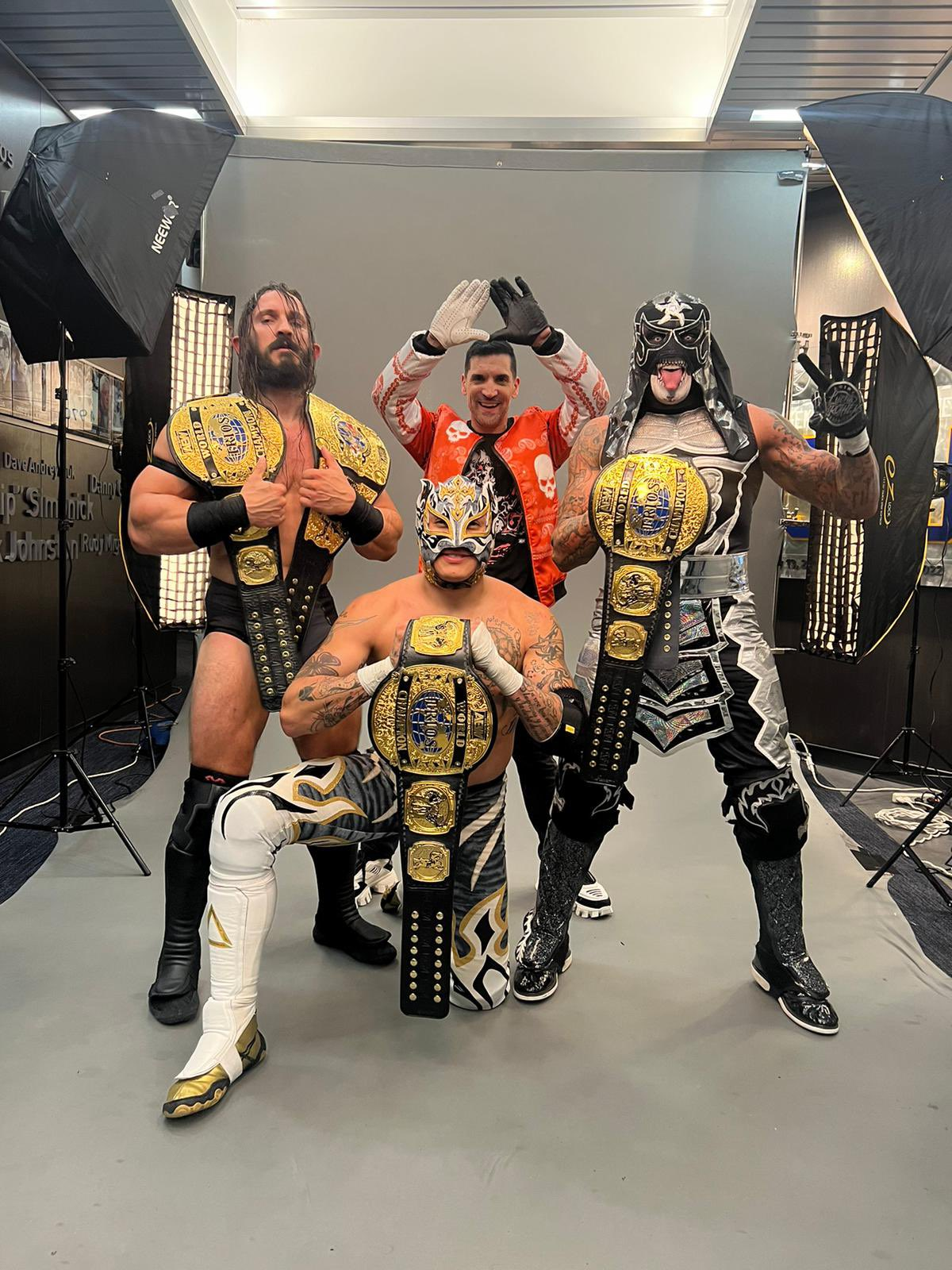
デス・トライアングルAEW世界トリオ王座

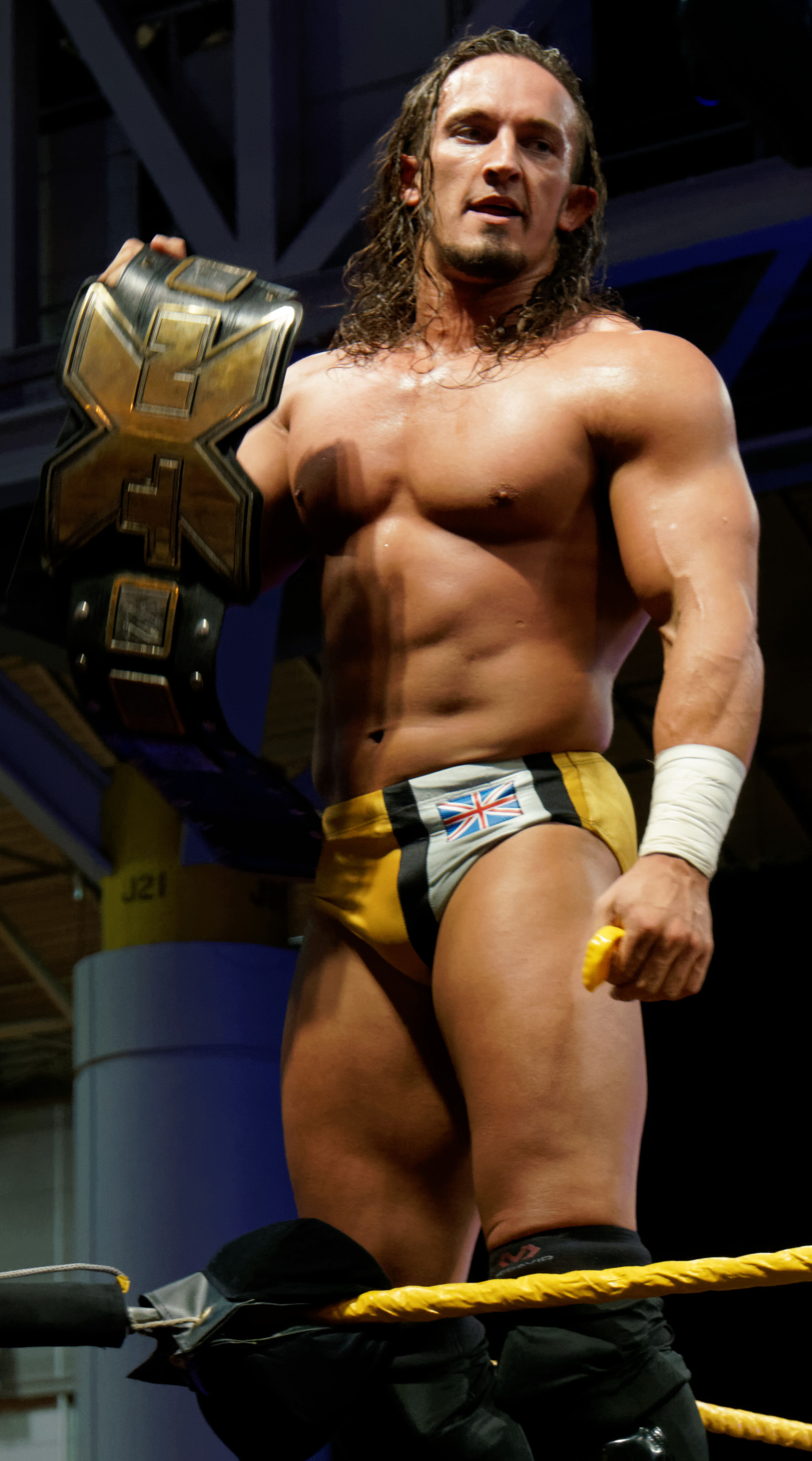
NXT王座

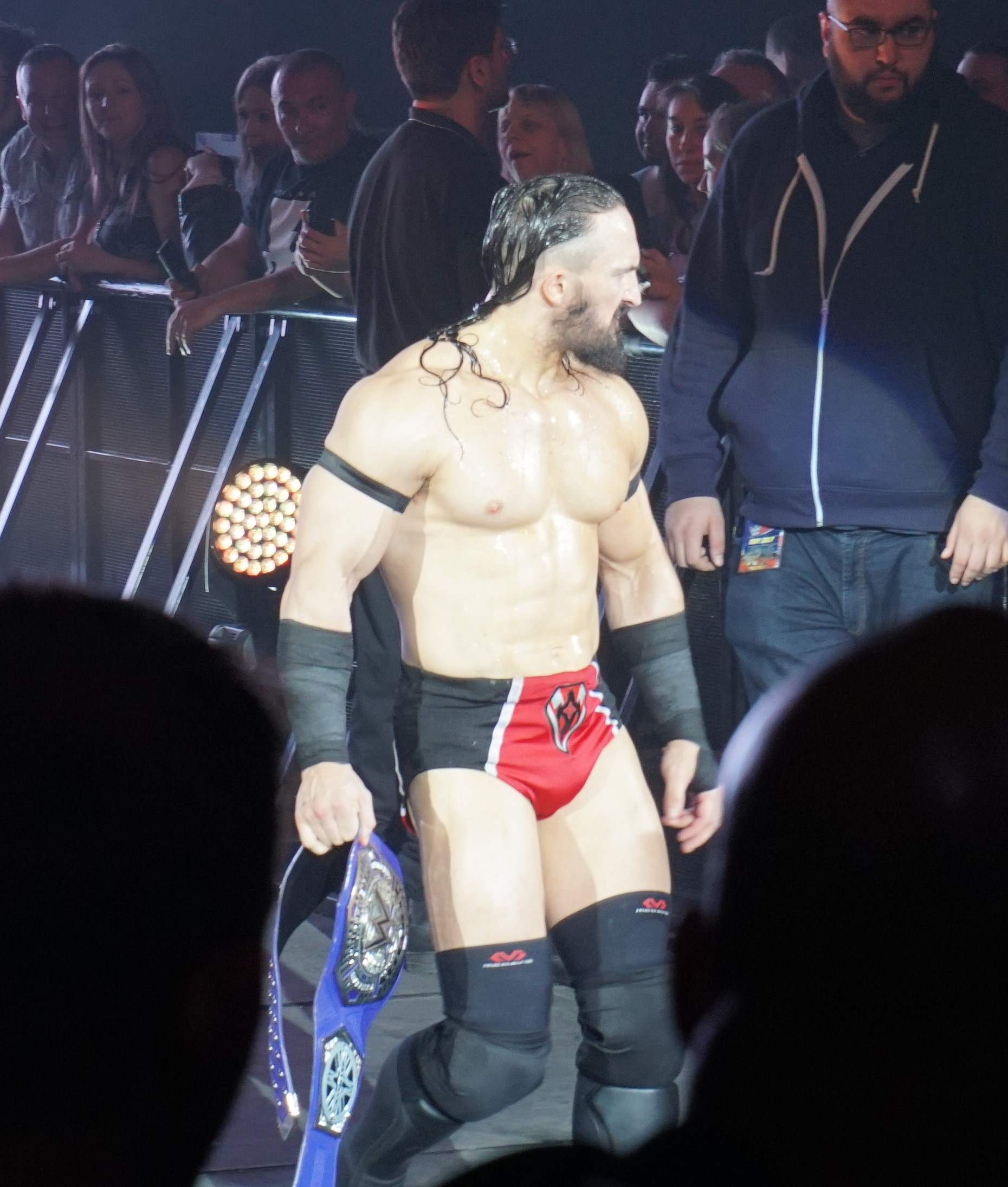
WWEクルーザー級王座

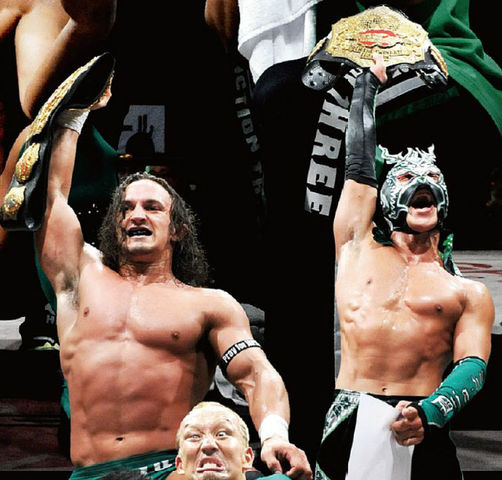
オープン・ザ・ツインゲート王座 第16代王者（パートナーはドラゴン・キッド）

- AEWオールアトランティック王座 : 1回（初代）
- AEW世界トリオ王座 : 2回（第2代、8代）

w / レイ・フェニックス&ペンタ・エル・セロ・ミエド
w / クラウディオ・カスタニョーリ&ウィーラー・ユウタ
WWE
- WWEクルーザー級王座 : 2回（第4代、6代）
- NXT王座 : 1回（第4代）
- NXTタッグチーム王座 : 2回（初代、3代）

w / オリバー・グレイ
w / コリー・グレイブス
DRAGON GATE
- オープン・ザ・ドリームゲート王座 : 1回（第28代）
- オープン・ザ・ブレイブゲート王座 : 1回（第20代）
- オープン・ザ・ツインゲート王座 : 1回（第16代）

w / ドラゴン・キッド
- オープン・ザ・トライアングルゲート王座 : 3回 （第24代、28代、35代）

w / 吉野正人&B×Bハルク
w / 土井成樹&谷嵜直樹
w / 土井成樹&吉野正人
DRAGON GATE USA
- オープン・ザ・ユナイテッドゲート王座 : 1回（初代）

w / 吉野正人
PWG
- PWG世界タッグ王座 : 1回（第15代）

w / ロデリック・ストロング
- DDT4優勝 : 1回（2007年）

w / ロデリック・ストロング
wXw
- wXw世界ライト級王座 : 2回

3CW
- 3CWヘビー級王座 : 1回
- 3CW北東王座 : 1回

ARW
- ARWノーリミッツ王座 : 1回

FWA
- FWAフライ級王座 : 1回

IWF
- IWFタッグチーム王座

w / ハリー・ペイン
One Pro Wrestling
- 1PW無差別級王座 : 1回